# Matthew Modine
Matthew Modine (Loma Linda, California, 22 de marzo de 1959) es un actor y director estadounidense, ganador del Globo de Oro y de la Copa Volpi del Festival de Venecia.

## Primeros años
Matthew Modine es el más joven de siete hermanos y aunque nació en Loma Linda, California, sus primeros años los pasó en Utah. Su padre, Mark, fue mánager de teatro. Cuando Modine tenía tan solo diez años, vio un documental de cómo se hizo Oliver!. Inspirado por los jóvenes actores de la película de Carol Reed, Modine decidió hacerse actor. Encontró una escuela de baile en Provo, Utah, y comenzó a tomar clases de baile.
Matthew acudió a la Marian Catholic High School durante dos años y medio (donde tomó el sobrenombre de «Matt the Rat»), aunque se graduó en el Vista High School en Imperial Beach, California. Poco después se trasladaría a Nueva York para estudiar interpretación.

## Carrera
Su debut en el cine fue en Baby It’s You. Su interpretación captó la atención del director Robert Altman que lo lanzó al estrellato con su adaptación de la obra de David Rabe Streamers. Por esta interpretación, Modine ganó el premio al mejor actor del Festival de Venecia en el papel de uno de los jóvenes soldados estadounidenses que desembarcaron en la Guerra del Vietnam. 
A partir de aquí, los papeles de Modine se multiplicaron. Interpretó el papel de hermano de Mel Gibson en Mrs. Soffel y junto a Nicolas Cage participó en la película de Alan Parker Birdy, ganadora del premio de la mención del jurado del Festival de Cannes. 
A finales de la década de los 80 y principios de los 90, llegarían los mejores años de Modine. Sin duda, uno de sus papeles más recordados, el del «soldado Joker» en el penúltimo proyecto de Stanley Kubrick, La chaqueta metálica. Después de este, seguirían Casada con todos de Jonathan Demme, En el filo de la duda (1993) y en la obra de Robert AltmanVidas cruzadas (1992). 
En 1999, debutó como director con Golpe a traición (If... Dog... Rabbit). Dicho largometraje llegaría después del éxito de tres cortometrajes dirigidos por él que serían presentados en el Festival de Sundance: When I was a Boy (codirigido con Todd Field), Smoking escrito por David Sedaris, y Ecce Pirate.
En cuanto a su carrera teatral, Modine apareció en la obra Finishing the Picture en el Goodman Theatre de Chicago, y en Resurrection Blues, en el Old Vic de Londres, ambas piezas de Arthur Miller. Interpretó el papel protagonista en To Kill a Mockingbird en el Hartford Stage de Connecticut. En 2010, encabezó el cartel de The Miracle Worker en Broadway. En 2013 protagonizó en Los Ángeles una autoparodia, Matthew Modine Saves the Alpacas.
En 2016 apareció en la serie original de Netflix Stranger Things interpretando al Dr. Martin Brenner. También participó de la temporada 2 de dicha serie, a estrenarse en 2017.

## Filmografía

### Cine
| Año  | Título                                                   | Personaje                                                    | Notas                                         |
| ---- | -------------------------------------------------------- | ------------------------------------------------------------ | --------------------------------------------- |
| 1983 | Baby, It's You                                           | Steve                                                        |                                               |
| 1983 | Private School                                           | Jim Green                                                    |                                               |
| 1983 | Streamers (Desechos [Esp])                               | Billy                                                        |                                               |
| 1984 | The Hotel New Hampshire (El hotel New Hampshire [Esp])   | Chip Dove / Ernst                                            |                                               |
| 1984 | Birdy                                                    | 'Birdy'                                                      |                                               |
| 1984 | Mrs. Soffel (Mrs. Soffel, una historia real [Esp])       | Jack Biddle                                                  |                                               |
| 1985 | Vision Quest (Loco por ti [Esp])                         | Louden Swain                                                 |                                               |
| 1987 | Full Metal Jacket (La chaqueta metálica [Esp])           | Sargento J.T. 'Joker' Davis                                  |                                               |
| 1987 | Orphans (Un ángel caído [Esp])                           | Treat                                                        |                                               |
| 1988 | Married to the Mob (Casada con todos [Esp])              | Agente del FBI Mike Downey                                   |                                               |
| 1988 | The Gamble                                               | Francesco Sacredo                                            |                                               |
| 1989 | Gross Anatomy (Anatomía a la americana [Esp])            | Joe Slovak                                                   |                                               |
| 1990 | Memphis Belle                                            | Capitán Dennis Dearborn                                      |                                               |
| 1990 | Pacific Heights (De repente, un extraño [Esp])           | Drake Goodman                                                |                                               |
| 1992 | Equinox (Equinoccio [Esp])                               | Henry Petosa / Freddy 'Ace'                                  |                                               |
| 1992 | Wind (La fuerza del viento [Esp])                        | Will Parker                                                  |                                               |
| 1993 | When I Was a Boy                                         | None                                                         | Corto. Coescritor, codirector y coproductor   |
| 1993 | The Tree                                                 | Muchacho como hombre de mediana edad / Muchacho como anciano | Corto                                         |
| 1993 | Short Cuts (Vidas cruzadas [Esp])                        | Dr. Ralph Wyman                                              |                                               |
| 1994 | The Browning Version (La versión Browning [Esp])         | Frank Hunter                                                 |                                               |
| 1994 | Smoking                                                  | None                                                         | Corto. Director and producer                  |
| 1995 | Bye Bye Love                                             | Dave Goldman                                                 |                                               |
| 1995 | Fluke                                                    | Thomas P. Johnson / Fluke                                    | Voz                                           |
| 1995 | Cutthroat Island (La isla de las cabezas cortadas [Esp]) | William Shaw                                                 |                                               |
| 1997 | Ecce Pirate                                              | None                                                         | Corto. Escritor, director y productor         |
| 1997 | The Blackout (Oculto en la memoria [Esp])                | Matty                                                        |                                               |
| 1997 | The Maker (Lazos de muerte [Esp])                        | Walter Schmeiss                                              |                                               |
| 1997 | The Real Blonde (Una rubia auténtica [Esp])              | Joe                                                          |                                               |
| 1999 | Notting Hill                                             | Película-entre-Actor de película                             | No acreditado                                 |
| 1999 | If... Dog... Rabbit... (Golpe a traición [Esp])          | Johnnie Cooper                                               | También escritor y director                   |
| 1999 | Any Given Sunday (Un domingo cualquiera [Esp])           | Dr. Ollie Powers                                             |                                               |
| 2000 | Very Mean Men                                            | Bartender                                                    |                                               |
| 2000 | Bamboozled                                               | Él mismo                                                     |                                               |
| 2000 | Flowers for Algernon (Un sueño imposible [Esp])          | Charlie Gordon                                               |                                               |
| 2001 | Nobody's Baby                                            | 'Sonny'                                                      |                                               |
| 2001 | In the Shadows (La sombra del crimen [Esp])              | Eric O'Byrne                                                 |                                               |
| 2001 | The Shipment (Un cargamento potente [Esp])               | Mitch Garrett                                                |                                               |
| 2003 | Overnight                                                | Él mismo                                                     |                                               |
| 2003 | Le divorce                                               | Tellman                                                      |                                               |
| 2003 | Hollywood North                                          | Bobby Myers                                                  |                                               |
| 2004 | Funky Monkey                                             | Alec McCall                                                  |                                               |
| 2005 | Transporter 2                                            | Senador Jeff Billings                                        |                                               |
| 2005 | Mary                                                     | Tony Childress / Jesus                                       |                                               |
| 2005 | Opa!                                                     | Eric                                                         |                                               |
| 2006 | Kettle of Fish                                           | Mel                                                          | También productor ejecutivo                   |
| 2007 | Go Go Tales                                              | Johnie Ruby                                                  |                                               |
| 2007 | Have Dreams, Will Travel                                 | Ben's Father                                                 |                                               |
| 2007 | The Neighbor                                             | Jeff                                                         |                                               |
| 2008 | I Think I Thought                                        | Joe                                                          | Corto. También escritor, director y productor |
| 2008 | To Kill an American                                      | None                                                         | Escritor, director y productor                |
| 2008 | Cowboy                                                   | Vaquero                                                      | Corto. También escritor y director            |
| 2008 | Mia and the Migoo                                        | Sr. Houston / Godfrey                                        | Voz                                           |
| 2008 | The Garden of Eden                                       | Padre de David                                               |                                               |
| 2008 | Santa, the Fascist Years                                 | Narrador                                                     | Voz. Corto                                    |
| 2009 | Little Fish, Strange Pond                                | Sr. Jack                                                     | También productor ejecutivo                   |
| 2010 | The Trial                                                | Mac                                                          | También productor                             |
| 2010 | A Cat in Paris                                           | Lucas                                                        | Voz                                           |
| 2011 | Jesus Was a Commie                                       | John Doe                                                     | Corto. También escritor, director y productor |
| 2011 | Sunchasers                                               | None                                                         | Productor                                     |
| 2011 | Wrinkles                                                 | Juan                                                         | Voz                                           |
| 2011 | The Flying House                                         | 'Bertie'                                                     | Corto. También productor ejecutivo            |
| 2012 | Somebody                                                 | None                                                         | Corto                                         |
| 2012 | Plastic Jesus                                            |                                                              | Escritor, director y productor                |
| 2012 | Girl in Progress                                         | Dr. Harford                                                  |                                               |
| 2012 | The Dark Knight Rises                                    | Peter Foley                                                  |                                               |
| 2013 | Jobs                                                     | John Sculley                                                 |                                               |
| 2013 | Family Weekend                                           | Duncan Dungy                                                 |                                               |
| 2013 | Cheatin'                                                 | None                                                         | Productor ejecutivo                           |
| 2014 | Hyperion                                                 |                                                              | Corto. Productor asociado                     |
| 2014 | Altar                                                    | Alec Hamilton                                                |                                               |
| 2014 | Guests                                                   | Theodore Foster                                              | Corto                                         |
| 2015 | The Brainwashing of My Dad                               | Narrador                                                     | Documental. También productor                 |
| 2015 | The Heyday of the Insensitive Bastards                   | Theodore Foster                                              |                                               |
| 2015 | Last Days of Coney Island                                | None                                                         | Corto. Productor ejecutivo                    |
| 2015 | Merry Xmas                                               | Abe                                                          | También escritor y productor                  |
| 2015 | Unity                                                    | Narrador                                                     |                                               |
| 2016 | The Confirmation                                         | Kyle                                                         |                                               |
| 2016 | Alex & Co: How to Grow Up Despite Your Parents           | Bob Riley                                                    |                                               |
| 2016 | Revengeance                                              | Sid                                                          | No acreditado. También productor ejecutivo    |
| 2016 | Super Sex                                                | None                                                         | Corto. Escritor, director y productor         |
| 2016 | Army of One                                              | Dr. Ross                                                     |                                               |
| 2016 | Stars in Shorts: No Ordinary Love                        | Abe                                                          | También coescritor, codirector y coproductor  |
| 2017 | The Hippopotamus                                         | Michael Logan                                                |                                               |
| 2017 | 47 Meters Down                                           | Capitán Taylor                                               |                                               |
| 2018 | Sicario: Day of the Soldado                              | James Riley                                                  |                                               |
| 2018 | Speed Kills                                              | George H. W. Bush                                            |                                               |
| 2018 | An Actor Prepares                                        | Charlie                                                      |                                               |
| 2018 | Backtrace                                                | MacDonald                                                    |                                               |
| 2019 | Keepers of the Wild                                      | None                                                         | Documental corto. Productor ejecutivo         |
| 2019 | Foster Boy                                               | Michael Trainer                                              |                                               |
| 2019 | Miss Virginia                                            | Cliff Williams                                               |                                               |
| 2020 | Guardians of Life                                        | Senior Physician                                             | Corto                                         |
| 2020 | Chance                                                   | Mike                                                         |                                               |
| 2021 | The Martini Shot                                         | Steve                                                        |                                               |
| 2021 | Breaking News in Yuba County                             | Carl Buttons                                                 |                                               |
| 2021 | Wrong Turn                                               | Scott                                                        |                                               |
| 2021 | Operation Varsity Blues: The College Admissions Scandal  | Rick Singer                                                  |                                               |
| 2022 | My Love Affair with Marriage                             | Bo                                                           | Voz. También productor ejecutivo              |
| 2023 | Oppenheimer                                              | Vannevar Bush                                                |                                               |
| 2023 | Retribution                                              | Anders Müller                                                |                                               |
| 2023 | Hard Miles                                               | Greg Townsend                                                |                                               |

### Televisión
| Año             | Título                                                                              | Personaje              | Notas                                                          |
| --------------- | ----------------------------------------------------------------------------------- | ---------------------- | -------------------------------------------------------------- |
| 1982            | ABC Afterschool Special                                                             | Randy                  | Episodio: "Amy & the Angel"                                    |
| 1988            | American Playhouse                                                                  | Eugene O'Neill         | Episodio: "Journey Into Genius"                                |
| 1993            | And the Band Played On (En el filo de la duda [Esp])                                | Dr. Don Francis        | Película de televisión                                         |
| 1994            | Jacob                                                                               | Jacob                  |                                                                |
| 1995–1998       | The New Adventures of Sherlock Holmes                                               | Sherlock Holmes        | Voz. 78 Episodios                                              |
| 1997            | What the Deaf Man Heard (La mentira del silencio [Esp])                             | Sammy Ayers            | Película de televisión                                         |
| 1998            | American Experience                                                                 | Lawrence Svobida       | Episodio: "Surviving the Dust Bowl"                            |
|                 | The American (El libro americano [Esp])                                             | Christopher Newman     | Película de televisión                                         |
| 2000            | Flowers for Algernon                                                                | Charlie Gordon         |                                                                |
| 2001            | Jack and the Beanstalk: The Real Story (Las judías mágicas: La historia real [Esp]) | Jack Robinson          | 2 Episodios                                                    |
| 2002            | Redeemer (El gran desafío [Esp])                                                    | Paul Freeman           | Película de televisión                                         |
| 2003            | The West Wing                                                                       | Marco Arlens           | Episodio: "The Long Goodbye"                                   |
|                 | Hitler: The Rise of Evil (Hitler: El reinado del mal [Esp])                         | Fritz Gerlich          | 2 Episodios                                                    |
|                 | Expert Witness                                                                      |                        | Película de televisión                                         |
| 2004            | The Winning Season                                                                  | Honus Wagner           |                                                                |
| 2005            | Law & Order: Special Victims Unit                                                   | Gordon Rickett         | Episodio: "Rage"                                               |
|                 | Into the West                                                                       | Samson Wheeler         | Episodio: "Dreams and Schemes"                                 |
| 2006            | The Bedford Diaries                                                                 | Profesor Jake Macklin  | 8 Episodios                                                    |
| 2007            | Weeds                                                                               | Sullivan Groff         | 12 Episodios                                                   |
|                 | Good Morning Agrestic                                                               |                        | Serie de televisión corta. Episodio: "Majestic: Gates of Hell" |
| 2008            | Sex and Lies in Sin City                                                            | Ted Binion             | Película de televisión                                         |
| 2011            | Too Big to Fail                                                                     | John Thain             |                                                                |
| 2013            | CAT. 8                                                                              | Dr. Michael Ranger     | 2 Episodios                                                    |
|                 | Anatomy of Violence                                                                 | Convicto #3            | Película de televisión                                         |
| 2015            | Proof                                                                               | Ivan Turing            | 10 Episodios                                                   |
| 2016–2017, 2022 | Stranger Things                                                                     | Dr. Martin Brenner     | Netflix. 18 Episodios                                          |
| 2017            | Idiotsitter                                                                         | Dr. J. Lowe            | 3 Episodios                                                    |
| 2019            | Sanctuary                                                                           | Dr. Fisher             | 8 Episodios                                                    |
|                 | Surveillance                                                                        | The Man in the Red Tie | Película de televisión                                         |

- The Real Blonde (1992), de Tom DiCillo.
- Big Miracle (2013), de Ken Kwapis.

### Vídeo musical
| Año  | Título                | Artista        | Notas                       |
| ---- | --------------------- | -------------- | --------------------------- |
| 1985 | «Crazy for You»       | Madonna        | De la película Vision Quest |
| 1985 | «Gambler»             | Madonna        | De la película Vision Quest |
| 2017 | «1-800-273-8255»      | Logic          |                             |
| 2020 | «What a Man Gotta Do» | Jonas Brothers |                             |

## Teatro
| Año  | Título                           | Personaje      | Compañía                      |
| ---- | -------------------------------- | -------------- | ----------------------------- |
| 2004 | Finishing the Picture            | Paul           | Goodman Theatre, Chicago      |
| 2006 | Resurrection Blues               | Skip           | The Old Vic, London           |
| 2009 | To Kill a Mockingbird            | Atticus Finch  | Hartford Stage, Hartford      |
| 2010 | The Miracle Worker               | Capitán Keller | Broadway, Nueva York          |
| 2013 | Matthew Modine Saves the Alpacas | Él mismo       | Geffen Playhouse, Los Ángeles |

## Premios y nominaciones
| Año  | Otorga                                | Premio                                                            | Trabajo                 | Resultado |
| ---- | ------------------------------------- | ----------------------------------------------------------------- | ----------------------- | --------- |
| 1983 | Venice Film Festival                  | Mejor Actor                                                       | Streamers               | Ganó      |
| 1993 | Venice Film Festival                  | Mejor conjunto de Reparto                                         | Short Cuts              | Ganó      |
| 1994 | Golden Globe Awards                   | Mejor conjunto de Reparto                                         | Short Cuts              | Ganó      |
| 1994 | Golden Globe Awards                   | Mejor Actor en una Miniserie o Película hecha para Televisión     | And the Band Played On  | Nominado  |
| 1994 | Independent Spirit Awards             | Mejor Actor Principal masculino                                   | Equinox                 | Nominado  |
| 1994 | Primetime Emmy Awards                 | Destacado Actor Principal en una Miniserie o una Película         | And the Band Played On  | Nominado  |
| 1997 | Golden Globe Awards                   | Mejor Actor en una Miniserie o Película hecha para Televisión     | What the Deaf Man Heard | Nominado  |
| 2000 | Satellite Awards                      | Mejor Actor en una Miniserie o una Película hecha para Televisión | Flowers for Algernon    | Nominado  |
| 2008 | Tribeca Film Festival                 | Mejor Narrativa de un Corto                                       | I Think I Thought       | Nominado  |
| 2011 | Traverse City Film Festival           | Premio de los Fundadores para Mejor Corto                         | Jesus Was a Commie      | Ganó      |
| 2011 | Oldenburg International Film Festival | Mejor Corto                                                       | Jesus Was a Commie      | Nominado  |
| 2011 | Oldenburg International Film Festival | Paseo de la Fama                                                  | N/A                     | Ganó      |
| 2012 | New Media Film Festival               | Mejor Corto                                                       | Jesus Was a Commie      | Nominado  |
| 2016 | Tribeca Film Festival                 | Mejor Narrativa de un Corto                                       | Super Sex               | Nominado  |
| 2016 | New Media Film Festival               | Mejor Corto                                                       | Super Sex               | Ganó      |
| 2017 | Coronado Island Film Festival         | Premio Favorito de la Audiencia – Corto Favorito                  | Super Sex               | Ganó      |
| 2017 | Screen Actors Guild Awards            | Destacado desempeño por un conjunto en una Serie de Drama         | Stranger Things         | Ganó      |
| 2017 | Dublin International Film Festival    | Mención Especial por Corto Internacional                          | Super Sex               | Ganó      |